# FIFPro
A Fédération internationale des Associations de Footballeurs Professionnels (lit.  "Federação Internacional de Associações de Futebolistas Profissionais"), geralmente referida pela sigla FIFPRO, é uma organização representativa a nível global para jogadores profissionais de futebol.

## O Conselho
Corrente: Conselho de FIFPro
Presidente: Gordon Taylor (PFA, Inglaterra)
Secretário geral: Theo van Seggelen (VVCS, Países Baixos)
Vice-presidentes: Philippe Piat (UNFP, França), Leonardo Grosso (AIC, Itália), Gerardo G. Movilla (AFE, da Espanha), Jorge Domínguez (FAA, Argentina)
Secretário do conselho da FIFPro: Frederique Winia (Países Baixos)

## World XI
O World XI é escolhido pelos próprios futebolistas de uma lista de candidatos para cada posição. A lista é gerada pelo próprio comitê de prêmios.

### Vencedores
Jogadores em negrito foram eleitos como o Jogador do Ano pela FIFA.
| Temporada | Goleiro                          | Defensores | Meias | Atacantes |
| --------- | -------------------------------- | --- | --- | --- |
| 2005      | Dida (Milan)                     | Cafu (Milan) Alessandro Nesta (Milan) John Terry (Chelsea) Paolo Maldini (Milan)                                                       | Claude Makélélé (Chelsea) Frank Lampard (Chelsea) Zinédine Zidane (Real Madrid)                                      | Ronaldinho (Barcelona) Samuel Eto'o (Barcelona) Andriy Shevchenko (Milan)                                                                               |
| 2006      | Gianluigi Buffon (Juventus)      | Lilian Thuram (Juventus/Barcelona) Fabio Cannavaro (Juventus/Real Madrid) John Terry (Chelsea) Gianluca Zambrotta (Juventus/Barcelona) | Andrea Pirlo (Milan) Kaká (Milan) Zinédine Zidane (Real Madrid)                                                      | Samuel Eto'o (Barcelona) Thierry Henry (Arsenal) Ronaldinho (Barcelona)                                                                                 |
| 2007      | Gianluigi Buffon (Juventus)      | Alessandro Nesta (Milan) Fabio Cannavaro (Real Madrid) John Terry (Chelsea) Carles Puyol (Barcelona)                                   | Steven Gerrard (Liverpool) Kaká (Milan) Cristiano Ronaldo (Manchester United)                                        | Lionel Messi (Barcelona) Didier Drogba (Chelsea) Ronaldinho (Barcelona)                                                                                 |
| 2008      | Iker Casillas (Real Madrid)      | Sergio Ramos (Real Madrid) Rio Ferdinand (Manchester United) John Terry (Chelsea) Carles Puyol (Barcelona)                             | Steven Gerrard (Liverpool) Xavi (Barcelona) Kaká (Milan)                                                             | Lionel Messi (Barcelona) Fernando Torres (Liverpool) Cristiano Ronaldo (Manchester United)                                                              |
| 2009      | Iker Casillas (Real Madrid)      | Daniel Alves (Barcelona) John Terry (Chelsea) Nemanja Vidić (Manchester United) Patrice Evra (Manchester United)                       | Steven Gerrard (Liverpool) Xavi (Barcelona) Andrés Iniesta (Barcelona)                                               | Lionel Messi (Barcelona) Fernando Torres (Liverpool) Cristiano Ronaldo (Manchester United)                                                              |
| 2010      | Iker Casillas (Real Madrid)      | Maicon (Internazionale) Lúcio (Internazionale) Gerard Piqué (Barcelona) Carles Puyol (Barcelona)                                       | Xavi (Barcelona) Andrés Iniesta (Barcelona) Wesley Sneijder (Internazionale)                                         | Lionel Messi (Barcelona) Cristiano Ronaldo (Real Madrid) David Villa (Barcelona)                                                                        |
| 2011      | Iker Casillas (Real Madrid)      | Daniel Alves (Barcelona) Nemanja Vidić (Manchester United) Gerard Piqué (Barcelona) Sergio Ramos (Real Madrid)                         | Xabi Alonso (Real Madrid) Xavi (Barcelona) Andrés Iniesta (Barcelona)                                                | Lionel Messi (Barcelona) Wayne Rooney (Manchester United) Cristiano Ronaldo (Real Madrid)                                                               |
| 2012      | Iker Casillas (Real Madrid)      | Daniel Alves (Barcelona) Sergio Ramos (Real Madrid) Gerard Piqué (Barcelona) Marcelo (Real Madrid)                                     | Xabi Alonso (Real Madrid) Xavi (Barcelona) Andrés Iniesta (Barcelona)                                                | Lionel Messi (Barcelona) Radamel Falcao (Atlético de Madrid) Cristiano Ronaldo (Real Madrid)                                                            |
| 2013      | Manuel Neuer (Bayern de Munique) | Daniel Alves (Barcelona) Thiago Silva (Paris Saint-Germain) Sergio Ramos (Real Madrid) Philipp Lahm (Bayern de Munique)                | Xavi (Barcelona) Andrés Iniesta (Barcelona) Franck Ribery (Bayern de Munique)                                        | Lionel Messi (Barcelona) Zlatan Ibrahimović (Paris Saint-Germain) Cristiano Ronaldo (Real Madrid)                                                       |
| 2014      | Manuel Neuer (Bayern de Munique) | Sergio Ramos (Real Madrid) Thiago Silva (Paris Saint-Germain) David Luiz (Paris Saint-Germain) Philipp Lahm (Bayern de Munique)        | Toni Kroos (Real Madrid) Andrés Iniesta (Barcelona) Ángel Di María (Manchester United)                               | Arjen Robben (Bayern de Munique) Lionel Messi (Barcelona) Cristiano Ronaldo (Real Madrid)                                                               |
| 2015      | Manuel Neuer (Bayern de Munique) | Daniel Alves (Barcelona) Thiago Silva (Paris Saint-Germain) Sergio Ramos (Real Madrid) Marcelo (Real Madrid)                           | Paul Pogba (Juventus) Luka Modrić (Real Madrid) Andrés Iniesta (Barcelona)                                           | Lionel Messi (Barcelona) Cristiano Ronaldo (Real Madrid) Neymar (Barcelona)                                                                             |
| 2016      | Manuel Neuer (Bayern de Munique) | Daniel Alves (Barcelona/Juventus) Gerard Piqué (Barcelona) Sergio Ramos (Real Madrid) Marcelo (Real Madrid)                            | Toni Kroos (Real Madrid) Luka Modrić (Real Madrid) Andrés Iniesta (Barcelona)                                        | Lionel Messi (Barcelona) Luis Suárez (Barcelona) Cristiano Ronaldo (Real Madrid)                                                                        |
| 2017      | Gianluigi Buffon (Juventus)      | Daniel Alves (PSG) Leonardo Bonucci (Milan) Sergio Ramos (Real Madrid) Marcelo (Real Madrid)                                           | Toni Kroos (Real Madrid) Luka Modrić (Real Madrid) Andrés Iniesta (Barcelona)                                        | Lionel Messi (Barcelona) Cristiano Ronaldo (Real Madrid) Neymar (Barcelona/PSG)                                                                         |
| 2018      | David de Gea (Manchester United) | Daniel Alves (Paris Saint-Germain) Raphaël Varane (Real Madrid) Sergio Ramos (Real Madrid) Marcelo (Real Madrid)                       | N'Golo Kanté (Chelsea) Luka Modrić (Real Madrid) Eden Hazard (Chelsea)                                               | Lionel Messi (Barcelona) Kylian Mbappé (Paris Saint-Germain) Cristiano Ronaldo (Real Madrid/Juventus)                                                   |
| 2019      | Alisson (Liverpool)              | Matthijs de Ligt (Ajax/Juventus) Virgil van Dijk (Liverpool) Sergio Ramos (Real Madrid) Marcelo (Real Madrid)                          | Frenkie de Jong (Ajax/Barcelona) Luka Modrić (Real Madrid) Eden Hazard (Chelsea/Real Madrid)                         | Lionel Messi (Barcelona) Kylian Mbappé (Paris Saint-Germain) Cristiano Ronaldo (Juventus)                                                               |
| 2020      | Alisson (Liverpool)              | Alexander-Arnold (Liverpool) Virgil van Dijk (Liverpool) Sergio Ramos (Real Madrid) Alphonso Davies (Bayern de Munique)                | Joshua Kimmich (Bayern de Munique) Thiago Alcântara (Bayern de Munique/Liverpool) Kevin De Bruyne (Manchester City)  | Lionel Messi (Barcelona) Robert Lewandowski (Bayern de Munique) Cristiano Ronaldo (Juventus)                                                            |
| 2021      | Gianluigi Donnarumma (Milan)     | Leonardo Bonucci (Juventus) Rúben Dias (Manchester City) David Alaba (Bayern de Munique)                                               | N'Golo Kanté (Chelsea) Jorginho (Chelsea) Kevin De Bruyne (Manchester City)                                          | Lionel Messi (Barcelona) Robert Lewandowski (Bayern de Munique) Erling Haaland (Borussia Dortmund) Cristiano Ronaldo (Juventus)                         |
| 2022      | Thibaut Courtois (Real Madrid)   | João Cancelo (Manchester City / Bayern de Munique) Virgil van Dijk (Liverpool) Achraf Hakimi (Paris Saint-Germain)                     | Casemiro (Real Madrid / Manchester United) Luka Modrić (Real Madrid) Kevin De Bruyne (Manchester City)               | Lionel Messi (Paris Saint-Germain) Karim Benzema (Real Madrid) Erling Haaland (Borussia Dortmund / Manchester City) Kylian Mbappé (Paris Saint-Germain) |
| 2023      | Thibaut Courtois (Real Madrid)   | Kyle Walker (Manchester City) John Stones (Manchester City) Rúben Dias (Manchester City)                                               | Jude Bellingham (Borussia Dortmund / Real Madrid) Kevin De Bruyne (Manchester City) Bernardo Silva (Manchester City) | Lionel Messi (Paris Saint-Germain / Inter Miami) Kylian Mbappé (Paris Saint-Germain) Erling Haaland (Manchester City) Vinícius Júnior (Real Madrid)     |
| 2024      | Ederson (Manchester City)        | Dani Carvajal (Real Madrid) Virgil van Dijk (Liverpool) Antonio Rüdiger (Real Madrid)                                                  | Rodri (Manchester City) Toni Kroos (Real Madrid) Jude Bellingham (Real Madrid) Kevin De Bruyne (Manchester City)     | Kylian Mbappé (Paris Saint-Germain/Real Madrid) Erling Haaland (Manchester City) Vinícius Júnior (Real Madrid)                                          |

## FIFPRO World Player of the Year (2005–2008)
| Ano  | Jogador           | Clube             | Ref.          |
| ---- | ----------------- | ----------------- | ------------- |
| 2005 | Ronaldinho        | Barcelona         | [ 8 ] [ 9 ]   |
| 2006 | Ronaldinho        | Barcelona         | [ 10 ] [ 11 ] |
| 2007 | Kaká              | Milan             | [ 12 ] [ 9 ]  |
| 2008 | Cristiano Ronaldo | Manchester United | [ 13 ] [ 9 ]  |

O FIFPRO concedeu este prêmio de 2005 a 2008; em 2009 fundiu-se com o FIFA World Player of the Year (1991 a 2009), que foi sucedido pela FIFA Ballon d'Or (2010 a 2015) e mais tarde pelo The Best FIFA Football Awards (desde 2016).

## Young Player of the Year
Dois jogadores eram escolhidos para este prêmio que é entregue para o jogador-revelação da temporada: um pelo comitê de prêmios, e o outro pelos torcedores (Special Young Player of the Year). Esta premiação teve fim em 2008.

### Vencedores
| Temporada | Pelo comitê de prêmios            | Pelos torcedores                       |
| --------- | --------------------------------- | -------------------------------------- |
| 2005      | Wayne Rooney ( Manchester United) | Cristiano Ronaldo ( Manchester United) |
| 2006      | Lionel Messi ( Barcelona)         | Cristiano Ronaldo ( Manchester United) |
| 2007      | Lionel Messi ( Barcelona)         | Lionel Messi ( Barcelona)              |
| 2008      | Lionel Messi ( Barcelona)         | Lionel Messi ( Barcelona)              |